# Damien Tokatlian
Damien Tokatlian, né le 5 janvier 1970 à Clermont-Ferrand, est un escrimeur handisport français et ingénieur physicien.

## Biographie
Damien Tokatlian débute l'escrime à l'âge de 6 ans grâce à son père, également escrimeur. Au Stade Clermontois, il se spécialise dans le fleuret, discipline dans laquelle il disputera la Coupe du Monde junior avec le Groupe France.
En 1999, alors qu'il dispute une épreuve du circuit national, Tokatlian ressent une importante douleur au niveau de la hanche. Les résultats sont clairs, une maladie lui est diagnostiquée. Cependant, il ne peut plus pratiquer l'escrime, ni aucun sport avec un appui violent sur le sol (footing, ski...).
Cyril Moré, également escrimeur handisport, le convainc de rejoindre les rangs de l'Équipe de France d’escrime en fauteuil. Avec ses coéquipiers Alim Latrèche et Ludovic Lemoine, aussi licencié au Stade Clermontois, il remporte la médaille d'argent en fleuret par équipe lors des Jeux Paralympiques de Londres en 2012. Aux Jeux de Rio en 2016, il repart avec le bronze au cou, toujours en fleuret par équipe, cette fois-ci avec Ludovic Lemoine et Maxime Valet. Il réitère l'exploit en 2021 à Tokyo, où il finit troisième de la compétition en compagnie de Romain Noble et Maxime Valet, ainsi qu'en 2024 à Paris avec Ludovic Lemoine et Maxime Valet

## Palmarès

### Jeux paralympiques
- Médaille d’argent au fleuret par équipe aux Jeux paralympiques de Londres en 2012
- Médaille de bronze au fleuret par équipe aux Jeux paralympiques de Rio en 2016
- Médaille de bronze au fleuret par équipe aux Jeux paralympiques de Tokyo de 2020
- Médaille de bronze au fleuret par équipe aux Jeux paralympiques de Paris de 2024

### Championnats du monde
- Médaille d’or au fleuret par équipe en 2015
- Médaille de bronze au fleuret par équipe en 2010

### Coupe du monde

#### Coupe du monde à Lonato
- Médaille d'argent au fleuret individuel en 2011
- Médaille de bronze au fleuret individuel en 2010
- Médaille de bronze au fleuret individuel en 2012
- Médaille de bronze au fleuret individuel en 2013

#### Coupe du monde à Malchow
- Médaille d'argent au fleuret individuel en 2010
- Médaille de bronze au fleuret individuel en 2014

#### Coupe du monde à Montréal
- Médaille d'argent au fleuret individuel en 2010
- Médaille d'argent au fleuret individuel en 2013
- Médaille de bronze à l'épée individuel en 2013

#### Coupe du monde à Hong Kong
- Médaille de bronze au fleuret par équipe en 2013
- Médaille de bronze au fleuret individuel en 2013
- Médaille de bronze au fleuret individuel en 2014

#### Coupe du monde à Malaga
- Médaille d'argent au fleuret individuel en 2011
- Médaille d'argent au fleuret par équipe en 2011

### Championnats d’Europe
- Champion d’Europe au fleuret par équipe en 2009
- Médaille de bronze au fleuret individuel en 2011
- Médaille de bronze au fleuret individuel en 2014
- Médaille de bronze au fleuret par équipe en 2014
- Médaille de bronze au fleuret par équipe en 2024 [3]

### Championnats de France
- Champion de France au fleuret en 2012
- Champion de France au fleuret en 2014
- Champion de France au fleuret en 2024
- Vice-champion de France au fleuret en 2010
- Vice-champion de France au fleuret en 2011

## Distinctions
- Chevalier de l'Ordre national du Mérite en 2013 [4]